# Alseodaphne montana
Alseodaphne montana är en lagerväxtart som beskrevs av André Joseph Guillaume Henri Kostermans. Alseodaphne montana ingår i släktet Alseodaphne och familjen lagerväxter. Inga underarter finns listade i Catalogue of Life.